# Dinoderus mangiferae
Dinoderus mangiferae är en skalbaggsart som beskrevs av Pierre Lesne 1921. Dinoderus mangiferae ingår i släktet Dinoderus och familjen kapuschongbaggar. Inga underarter finns listade i Catalogue of Life.